# 普萊森特霍普 (密蘇里州)
普萊森特霍普（英語：Pleasant Hope）是位於美國密蘇里州波爾克縣的城市。

## 人口
根據2020年美國人口普查的數據，普萊森特霍普的面積為4.06平方千米，當中陸地面積為4.00平方千米，而水域面積為0.06平方千米。當地共有人口657人，而人口密度為每平方千米162人。